# Archaeoprepona demophon
Archaeoprepona demophon is een vlinder uit de familie Nymphalidae. De wetenschappelijke naam van de soort werd als Papilio demophon in 1758 gepubliceerd door Carl Linnaeus in de tiende editie van Systema naturae.